# Jasón de Feras
Jasón de Feras fue un tirano de la ciudad de Feras, en Tesalia, que gobernó en el período 380 a. C.-371 a. C.
Hijo o yerno de Licofrón de Feras, logró unificar a la nobleza y elevó a Tesalia a la condición de gran potencia, lo que fue mal visto por sus vecinos, y en particular por los lacedemonios.

Fue un personaje de gran cultura e intereses intelectuales; fue discípulo de Gorgias de Leontinos y mantuvo correspondencia epistolar con Isócrates.
Estableció alianzas con Tebas y con Atenas, como miembro de la Segunda Liga ateniense, contra Esparta (377 a. C. ). En 374 a. C. conquistó Farsalo, última ciudad aliada de Esparta en Tesalia, con lo que se convirtió en único señor de Tesalia, con el título de tagos, o jefe absoluto, en condiciones de movilizar un poderoso ejército de 8000 jinetes y 20000 infantes.
Murió asesinado, cuando preparaba la invasión de Persia, con un ejército de 2000 hoplitas y 6000 jinetes, con lo que se hubiera adelantado a los planes de Filipo II y Alejandro Magno.
Se cree que Jasón de Feras fue el inventor del hemithorakion, una media armadura usada por los oficiales de su ejército.
| Predecesor: Licofrón | Tiranos de Feras 380 a. C.-371 a. C. | Sucesor: Polifrón y Polidoro |